# Otto Magnus Höglund

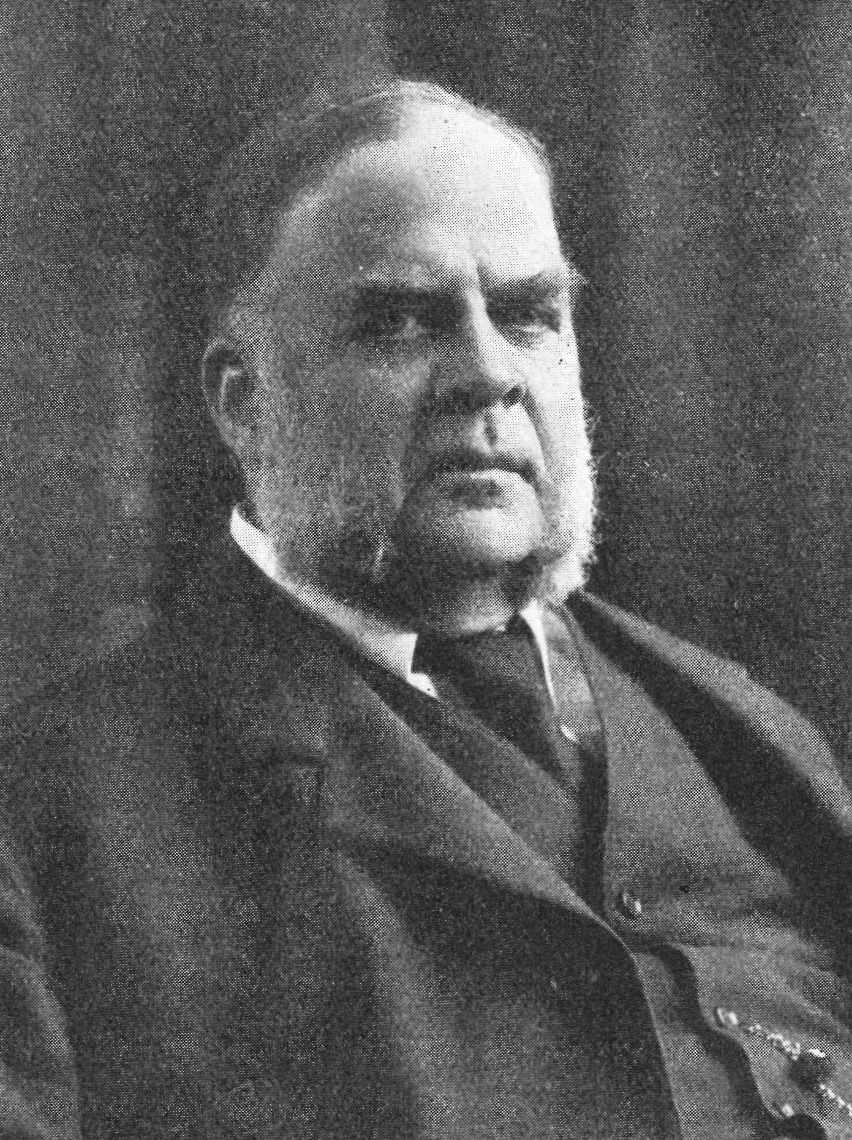
Otto Magnus Höglund (1911).

Otto Magnus Höglund (* 27. September 1846 in Stockholm; † 7. Februar 1933 ebenda) war ein schwedischer Kaufmann und Politiker.
Ab 1864 studierte er in Uppsala, 1872 war er am Laboratorium des Königlichen Institutes für Technologie in Stockholm und im gleichen Jahr erwarb er seinen Doktor der Philosophie. 1873 veröffentlichte er in Stockholm Om Yttrium- och Erbium-Föreningar.
1879 bis 1913 war er Miteigentümer der Firma NM Höglunds Söhne & Comp. Ab 1887 war er Abgeordneter im Reichstag; von 1889 bis 1917 saß er im Stadtrat von Stockholm.